# Euryderus
Euryderus grossus es una  especie de coleóptero adéfago de la familia Carabidae y el único miembro del género monotípico Euryderus. Habita en Canadá y Estados Unidos.